# 世界選手権自転車競技大会ロードレース1992
世界選手権自転車競技大会ロードレース1992(1992 UCI Road World Championships)は、1992年、スペインのベニドルムで開催された。
ジャンニ・ブーニョが、1961年のリック・ファン・ローイ以来史上4人目となる、プロ個人ロードレース2連覇を果たした。

## 結果

### 男子プロ個人ロードレース
9月6日
|    | 選手名                         | 国籍           | 時間          |
| -- | ------------------------------ | -------------- | ------------- |
|    | ジャンニ・ブーニョ             | イタリア       | 6時間34分28秒 |
| 2  | ローラン・ジャラベール         | フランス       | 同            |
| 3  | ディミトリ・コニシェフ         | ロシア         | 同            |
| 4  | トニー・ロミンゲル             | スイス         | 同            |
| 5  | スティーヴン・ロークス         | オランダ       | 同            |
| 6  | ミゲル・インドゥライン         | スペイン       | 同            |
| 7  | ピオトル・ウグルモフ           | ラトビア       | 同            |
| 8  | リュク・ルブラン               | フランス       | 同            |
| 9  | リュク・ローセン               | ベルギー       | 同            |
| 10 | ジャン＝フランソワ・ベルナール | フランス       | 同            |
| 11 | イェンス・ヘップナー           | ドイツ         | 同            |
| 12 | フェデリコ・エチャベ           | スペイン       | 同            |
| 13 | ティエリ・クラヴェローラ       | フランス       | 同            |
| 14 | ウード・ベルツ                 | ドイツ         | 同            |
| 15 | ヨハン・ブリュイネール         | ベルギー       | 同            |
| 16 | ジャンカルロ・ペリーニ         | イタリア       | 同            |
| 17 | ジェラール・リュー             | フランス       | 同            |
| 18 | ロルフ・セレンセン             | デンマーク     | 同            |
| 19 | ステファン・ホッジ             | オーストラリア | 同            |
| 20 | マイク・エンガルマン           | アメリカ合衆国 | 同            |

### 女子団体ロードレース
|   | 選手名                                                                                      | 国籍           | 時間 |
| - | ------------------------------------------------------------------------------------------- | -------------- | ---- |
|   | エヴァ・ステファンソン ジニー・ゴレイ ジャン・ボランド ダヌット・バンカイティス＝デイヴィス | アメリカ合衆国 |      |
| 2 | コリーヌ・ル・ガル ジャニー・ロンゴ カテリーヌ・マルサル セシル・オダン                     | フランス       |      |
| 3 | グルナラ・ファトクリナ ナタルヤ・グリニナ アレスカ・コリアセヴァ ナデイダ・キバルディナ     | ロシア         |      |